# Astronesthes psychrolutes
Astronesthes psychrolutes är en fiskart som först beskrevs av Gibbs och Weitzman, 1965.  Astronesthes psychrolutes ingår i släktet Astronesthes och familjen Stomiidae. Inga underarter finns listade.